# Seagry
Seagry – wieś w Anglii, w hrabstwie Wiltshire. Leży 54 km na północ od miasta Salisbury i 136 km na zachód od Londynu. W 2001 miejscowość liczyła 300 mieszkańców.